# FV104 Samaritan
Il FV104 Samaritan è un'ambulanza corazzata cingolata britannica, variante della famiglia CVR(T) prodotta a partire dal 1970.

## Descrizione
Prodotta in 50 esemplari per il British Army, simile esternamente alla versione posto comando FV105 Sultan. Il mezzo non è armato, ad eccezione dei lanciagranate fumogene. Oltre al conduttore, nel vano sanitario posteriore possono prendere posto, a seconda della configurazione, il soccorritore e: 
- quattro feriti barellati;
- due feriti barellati e fino a tre feriti seduti;
- fino a cinque feriti seduti, sei in caso di emergenza.

## Utilizzatori
- Belgio
- Lettonia
- Filippine
- Ucraina
- Regno Unito - 50 esemplari utilizzati dal British Army.

## Galleria d'immagini

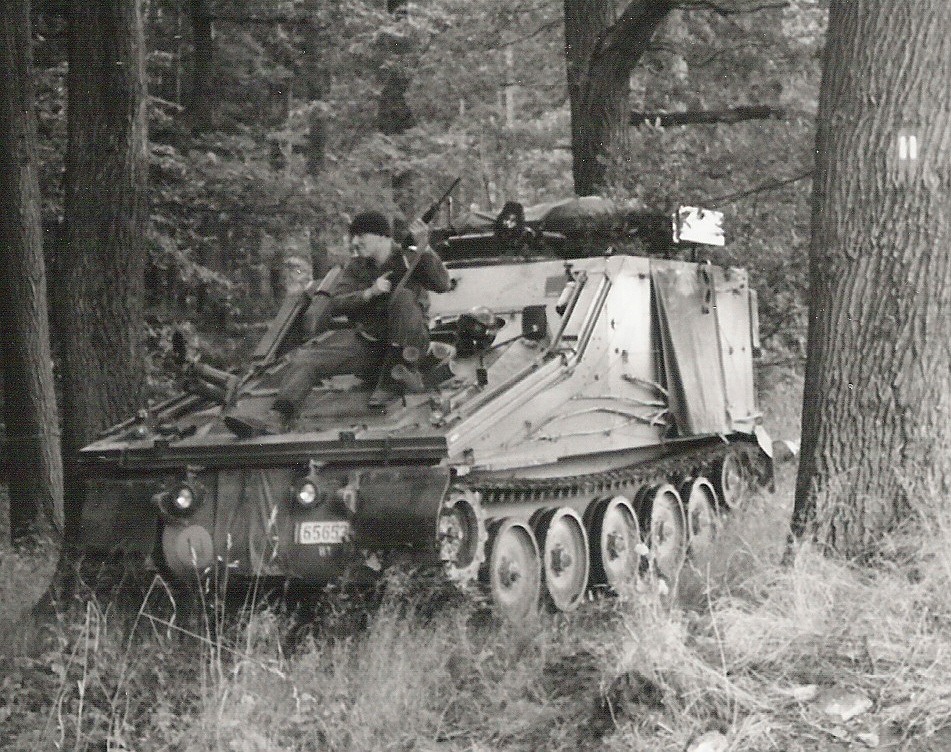
Un Samaritan con la croce rossa coperta da un telo
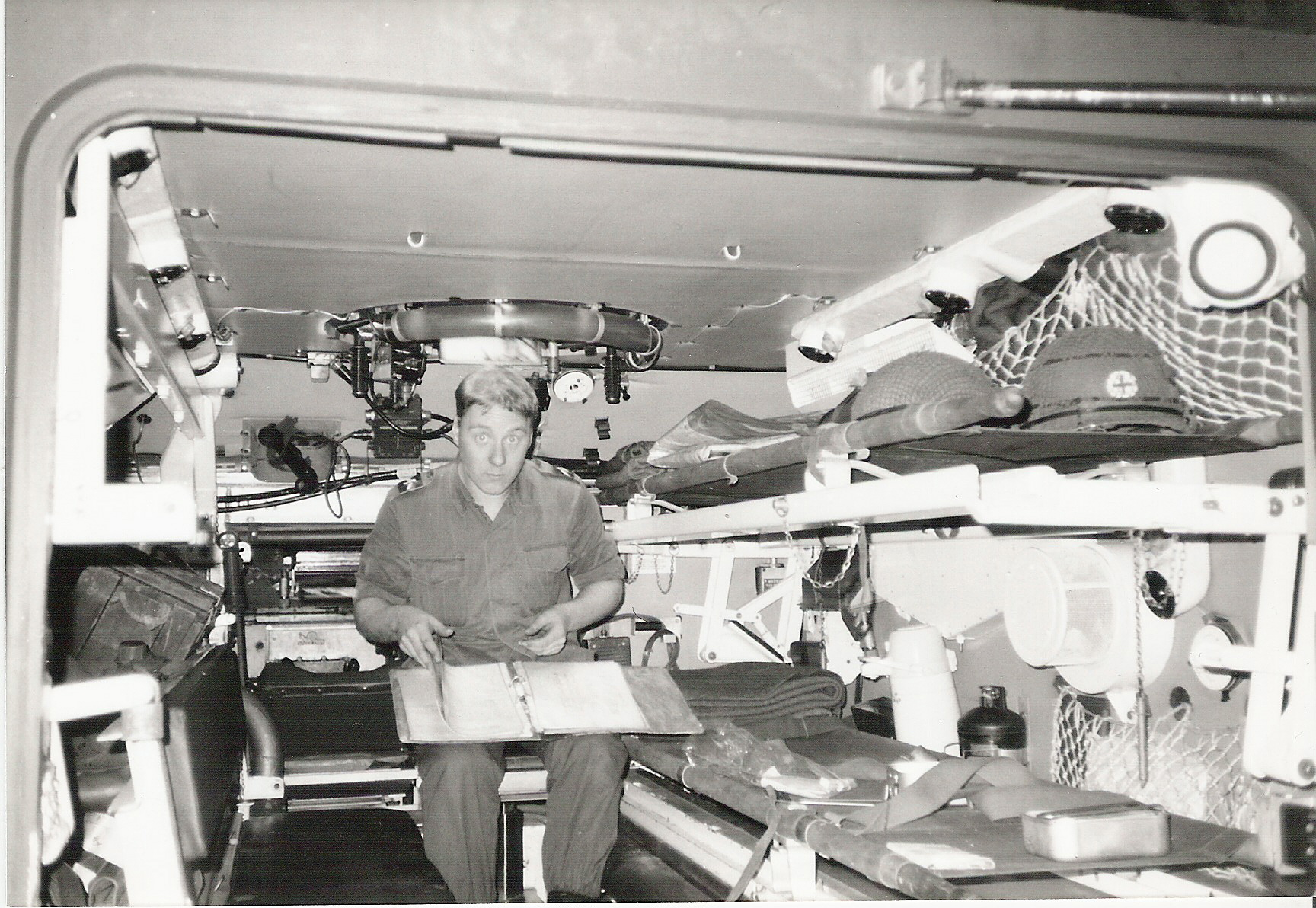
Interno del vano sanitario con due delle quattro barelle ripiegate
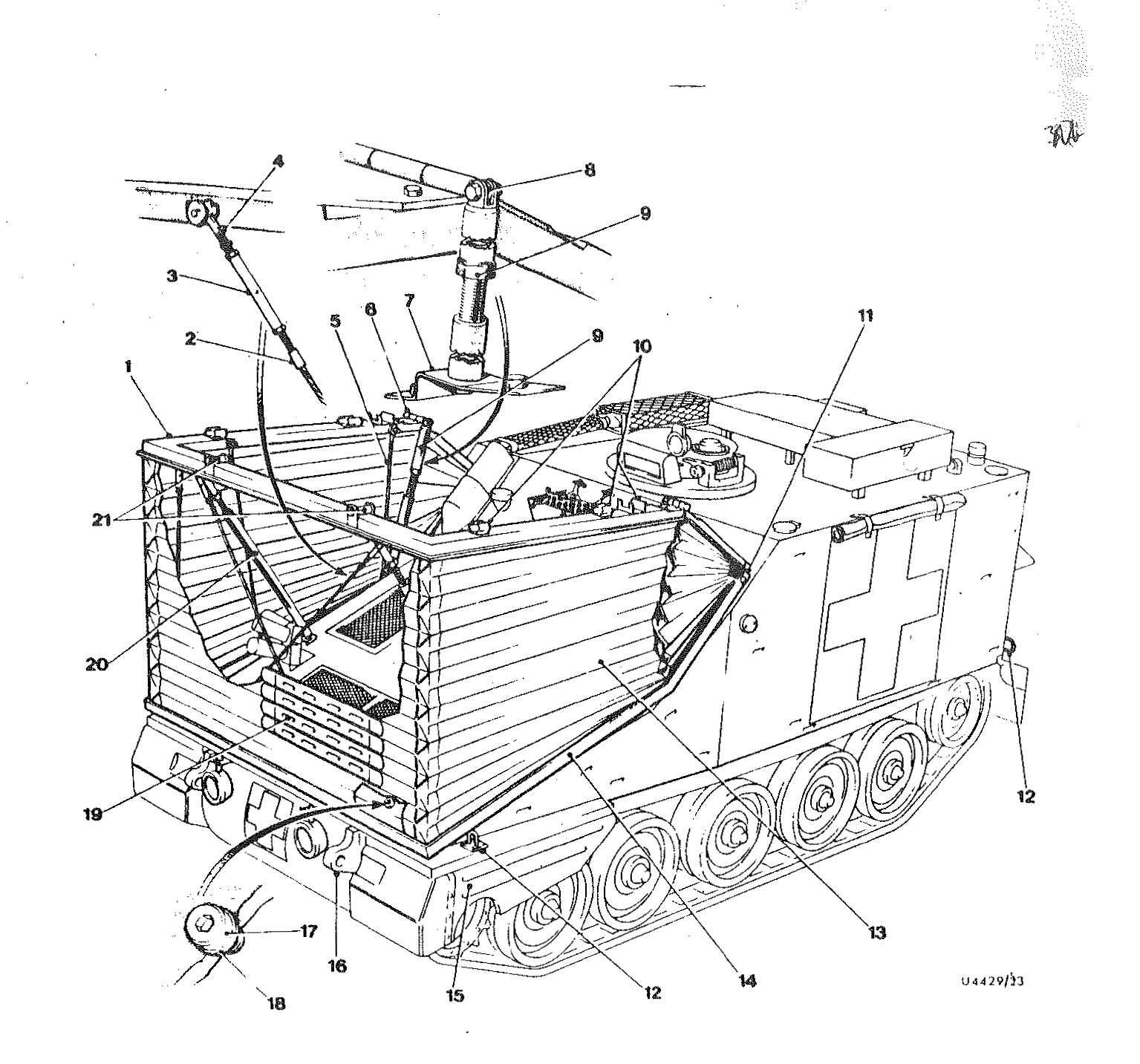
Samaritan con gonna di galleggiamento
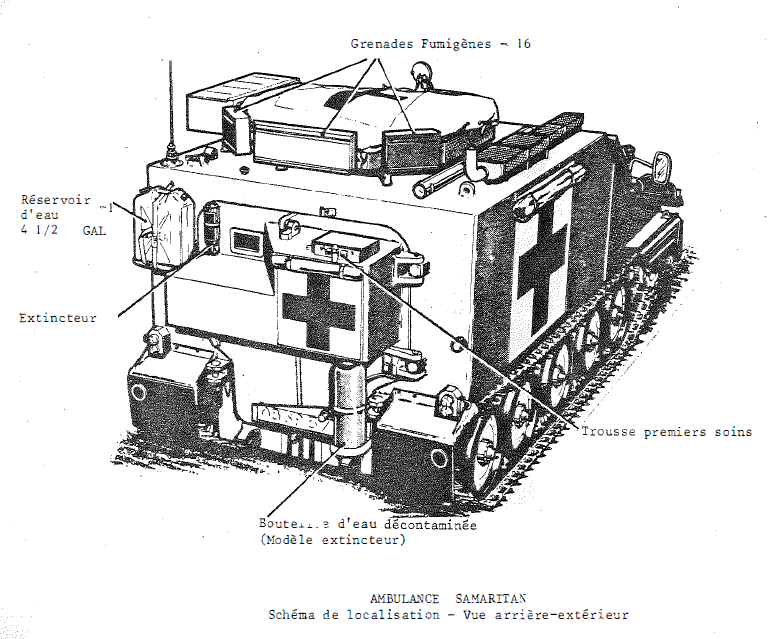
Vista posteriore